# Eduard Simon (Rechtsanwalt)
Eduard Simon (* 24. August 1805 in Hannover; † 5. März 1867 ebenda) war Rechtsanwalt, Obergerichtsrat und Mitglied der Advokatenkammer des Königreichs Hannover.

## Leben

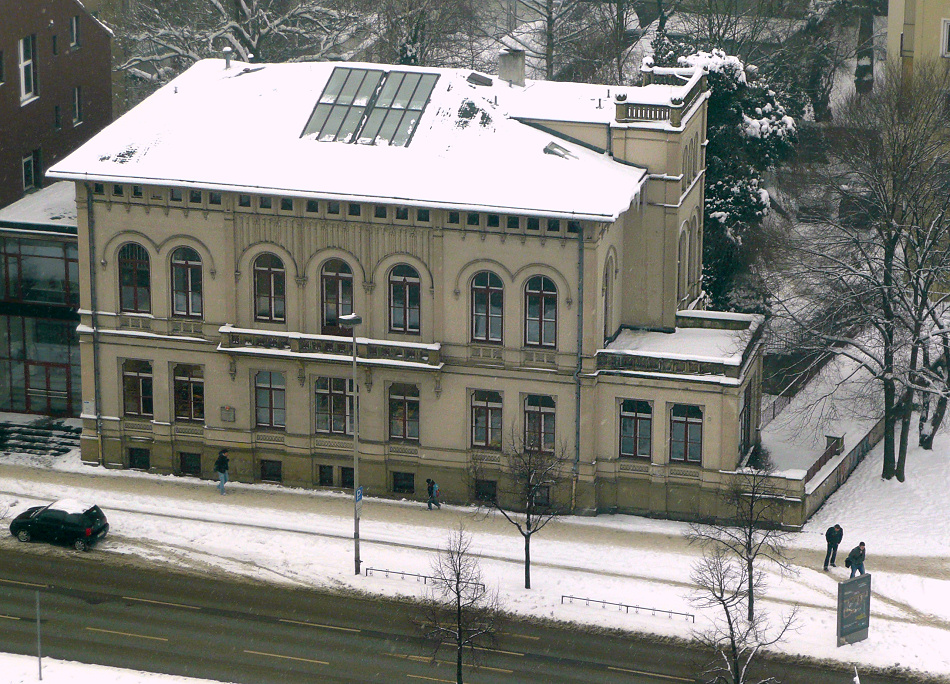
Villa Simon

Simon entstammte einer alteingesessenen jüdischen Familie in Hannover. Sein Ur-Ahn Michael David wurde 1714 Kammeragent von Georg I., Kurfürst von Hannover. In der jüdischen Gemeinde Hannover war er in führender Funktion tätig. 
Sein Bruder Israel Simon war um 1840 ein einflussreicher Bankier in Hannover, der enge Verbindungen zum hannoverschen König hatte und als dessen Finanzier galt.
Eduard Simon besaß in der damals noch selbständigen Ortschaft Königsworth vor dem Clevertor bei Hannover ein kleines Sommerhaus mit großem Garten am Königsworther Platz. Anstelle dieses Sommerhauses ließ sich Simon durch den Architekten Christian Heinrich Tramm 1858–60 eine Villa im Stil der Neorenaissance errichten, die nach ihm benannte Villa Simon.
Diese Villa bewohnte Simon bis zu seinem Tode 1867; er wurde auf dem jüdischen Friedhof an der Strangriede beerdigt.